# دولتشاه السمرقندي
دولتشاه السمرقندي (ت. 913 هـ) هو شاعر فارسي.
هو الأمير دولتشاه بن علاء الدين بن بختيشاه السمرقندي. من آثاره: كتاب «تذكرة الشعراء».